# José Corti
Les éditions José Corti è una casa editrice derivata dalla libreria omonima francese, fondate entrambe da José Corti, nato José Corticchiato (1895-1984), d'origine corsa.

## Storia
José Corti ha aperto una libreria a Parigi in rue de Clichy al n. 6 nel 1925 e ha subito cominciato a pubblicare opere di surrealisti, a cominciare da Louis Aragon, André Breton e Paul Éluard. È riuscito in seguito a mettere in catalogo opere di Salvador Dalí, René Char, Benjamin Péret, René Crevel Julien Gracq (probabilmente l'autore più fedele alla casa, oltre che uno dei più noti), Gaston Bachelard e altri.
Nel 1935 si trasferisce a rue de Médicis, n. 11, attuale indirizzo.
Durante l'occupazione nazista della città si trovò a schierarsi con la Resistenza stampando edizioni clandestine (parallelamente all'attività fatta dalle Éditions de Minuit, con la quale condivideva alcuni autori). Dopo la guerra pubblicò testi poetici e studi universitari (Georges Blin, Jean Rousset, Charles Mauron, Gilbert Durand), oltre a proposte e riscoperte come per esempio Ann Radcliffe, Horace Walpole o William Beckford.
Lo stesso editore racconterà la storia della casa editrice nelle memorie Souvenirs désordonnés (1983). La guerra gli ha ucciso anche un figlio, Dominique Cortichiato, deportato nel 1945.
Con Le Rivage des Syrtes (1951 di Julien Gracq vinse il Premio Goncourt (rifiutato dall'autore).
Dopo la morte di José Corti, ha preso il timone della casa editrice Bertrand Fillaudeau, che vi lavorava da qualche anno e che, continuando nello spirito del fondatore a cercare cose non comuni e di qualità letteraria più che commerciale, ha fondato nuove collane, tra cui "Ibériques" (con libri tradotti dallo spagnolo e dal portoghese) e nel 1989 "En lisant en écrivant", dal titolo di un libro di Gracq, contenente riflessioni sulla letteratura e pagine critiche di scrittori.
Nel 1997 si è affiancata a Fillaudeau, nella direzione della casa editrice, Fabienne Raphoz, che ha creato la collana "Merveilleux".
Diversi suoi libri non sono tagliati e sono cuciti a mano. Tra le opere più vendute il Manoscritto trovato a Saragozza di Jan Potocki.

## Collane
- "Domaine français"
- "Les Essais" (tra gli autori Gaston Bachelard, Albert Béguin, Jacques Borel, Marcel Raymond, Jean Rousset ecc.)
- "Biophilia"
- "Série américaine"
- "Merveilleux"
- "Romantique"
- "Orphée"
- "Le nouveau commerce" (ristampe in collaborazione con 10/18)
- "Ibériques"
- "En lisant en écrivant" (tra gli autori gli italiani Giorgio Manganelli, Umberto Saba e Andrea Zanzotto)
- "Littérature étrangère" (tra gli autori Leonid Nikolaevič Andreev, Dante Alighieri, Sadegh Hedayat, Hermann Hesse, Hans Henny Jahnn ecc.)

## Scritti di José Corti
- Reliques Païennes, Paris, Picart, 1920
- Rêves d'encre, prima serie, Paris, Corti, 1945
- Le Treizième livre des Fables, Paris, Corti, 1963
- Rêves d'encre, seconda serie, Paris, Corti, 1969
- Imitation sans esclavage, La Fontaine, Villon, Paris, Corti, 1981
- Souvenirs désordonnés, Paris, Corti, 1983
- Dessins désordonnés, Paris, Corti, 1984
- Provisoirement définitif, Paris, Corti, 1982
- Manuscrits de guerre, Paris, Corti, 2011